# 1998年澳大利亚网球公开赛
1998年澳大利亚网球公开赛，於1998年1月19日至2月1日在澳洲墨爾本舉行。

## 冠军
单打列出冠亚军以及决赛比分，双打列出冠军组合。

### 男子单打
主条目：1998年澳洲網球公開賽男子單打比賽
皮特·科達（捷克）6-2, 6-2, 6-2 馬塞洛·里奧斯（智利）

### 女子单打
主条目：1998年澳洲網球公開賽女子單打比賽
瑪蒂娜·辛吉斯（瑞士）6-3, 6-3 康奇塔·馬丁內斯（西班牙）

### 男子双打
主条目：1998年澳洲網球公開賽男子雙打比賽
約納斯·比約克曼（瑞典）/雅克·艾里廷（荷兰）

### 女子双打
主条目：1998年澳洲網球公開賽女子雙打比賽
瑪蒂娜·辛吉斯（瑞士）/米雅娜·魯西奇（克罗地亚）

### 混合双打
主条目：1998年澳洲網球公開賽混合雙打比賽
維納斯·威廉絲（美国）/賈斯汀·吉梅爾斯托布（美国）

## 外部連結
- 官方網站

| 前任： 1997年澳大利亚网球公开赛 | 澳大利亚网球公开赛 1998年 | 繼任： 1999年澳大利亚网球公开赛 |
| 前任： 1997年美国网球公开赛     | 网球大满贯 1998年         | 繼任： 1998年法国网球公开赛     |